# الجرموزي
هو المطهر بن محمد بن أحمد بن عبد الله بن محمد بن المنتصر أبو على الشريف الحسني الجرموزي (ت. 1077هـ/1667) مؤرخ يماني، نسبته إلى هجرة بني جرموز -وهي قرية كبيرة باليمن-، أول من انتقل إليها من أسلافه جده محمد
توفي عام (1077هـ/1667).